# Таксин
Таксин Великий (тай. สมเด็จพระเจ้าตากสินมหาราช він же Король Тонбурі тай. สมเด็จพระเจ้ากรุงธนบุรี) — єдиний король королівства Тхонбурі. Очільник повстання проти бірманців після другого падіння Аюттхаї. Заснував нову столицю у місті Тхонбурі.
Його правління відзначено війнами з бірманцями, підкоренням королівства Ланна, лаоських князівств. Попри постійні війни Таксин Великий приділяв велику увагу політиці, економіці, адмініструванню держави. Він налагодив контакти з впливовими на той час країнами Китаєм, Великою Британією та Нідерландами. Він наказував будувати дороги і рити канали. Підтримував літературу, театри та інші мистецтва. За внесок у розвиток Таїланду йому був доданий титул Великий.
Страчений своїм другом та підопічним Тонг-Дуангом (Рама I), який згодом заснував династію Чакрі, що править Таїландом до сьогодні.

## Дитинство
Народився у сім'ї китайського збирача податків та тайки в Аюттхаї. Був усиновлений у родину прем'єр-міністра, де отримав тайське ім'я Син тай. สิน, що означає «дорогоцінність». У 7 років був відданий у ченці, де навчається разом з Тонг-Дуангом. Вітчим посилає його прислужувати у королівському палаці, де Таксин вивчає кілька стародавніх індійських мов. За легендою ще дітьми Таксин та Тонг-Дуанг зустріли китайського хіроманта, що навіщував їм, що вони обидва будуть королями.

## Рання кар'єра
Спочатку служив посланцем «некомпетентного» короля Екатхата, а згодом стає губернатором провінції Так. Сіам на той час дуже ослаблений, центр втрачає контроль над окремими містами, у країні лютують селянські повстання.
У 1764 бірманці змогли дістатися аж до Південного Таїланду, де були зупинені армією тайців. Одним з очільників війська був губернатор Таку — Таксин.
У 1765 брав участь у захисті Аюттхаї від бірманців, за що йому надали право управляти іншою провінцією Кампхенгпхет. Проте бірманці розпочинають нову військову кампанію і знову осаджують Аютаю. Таксин разом з іншими тайськими генералами відбиває атаки бірманців.
7 січня 1766 разом з 500 своїх воїнів раптом опиняється у місті Районг, що знаходиться на березі Сіамської затоки. Як йому вдалося пробитися через кільце бірманських військ і навіщо він вийшов з оточення наразі невідомо. Згодом з Аютаї втік і король з родиною.

### Боротьба за незалежність
Коли король втік зі столиці, місцева знать здається бірманцям. Після падіння Аютаї 7 квітня 1767 року королівство розпадається на 6 частин. Таксин разом зі своїм другом Тонг-Дуангом править східним узбережжям. Вони планують відвоювати втрачені території назад. 15 червня 1767 року Таксин у нічній атаці захоплює сусіднє з Районгом місто Чантабурі. Не пограбовані бірманцями регіони дозволяють швидко набрати велику армію і припаси для майбутньої війни. Бірманці натомість не планували утримувати Сіам, оскільки у них на батьківщині розпочалася війна з Китаєм. Тому на захисті Аютаї лишили генерала Сукі з невеликим військом. 6 листопада 1767 року Таксин з 5-тисячним військом переплив річку Чаопхрая і оточив місто Тхонбурі (територія сучасного Бангкоку). Після захоплення Тхонбурі Таксин розбив бірманське військо і відвоював Аютаю після 7 місяців її падіння.

### Облаштування нової столиці
Таксин намагався показати свою причетність до попередньої династії, тому влаштував помпезну кремацію попереднього короля Екатхата. Проте він вирішує не відновлювати Аюттхаю, а залишити столицю в Тхонбурі. Відновлення Аютаї потребувало великих матеріальних витрат, вона була ближче до Бірми і ворог знав суходільні дороги, що вели до колишньої столиці. Нове місце було всього за 12 кілометрів від моря, що дозволяло йому стати центром міжнародної торгівлі. Тому Таксин оперативно починає зводити укріплення, використовуючи свою армію.

## Правління

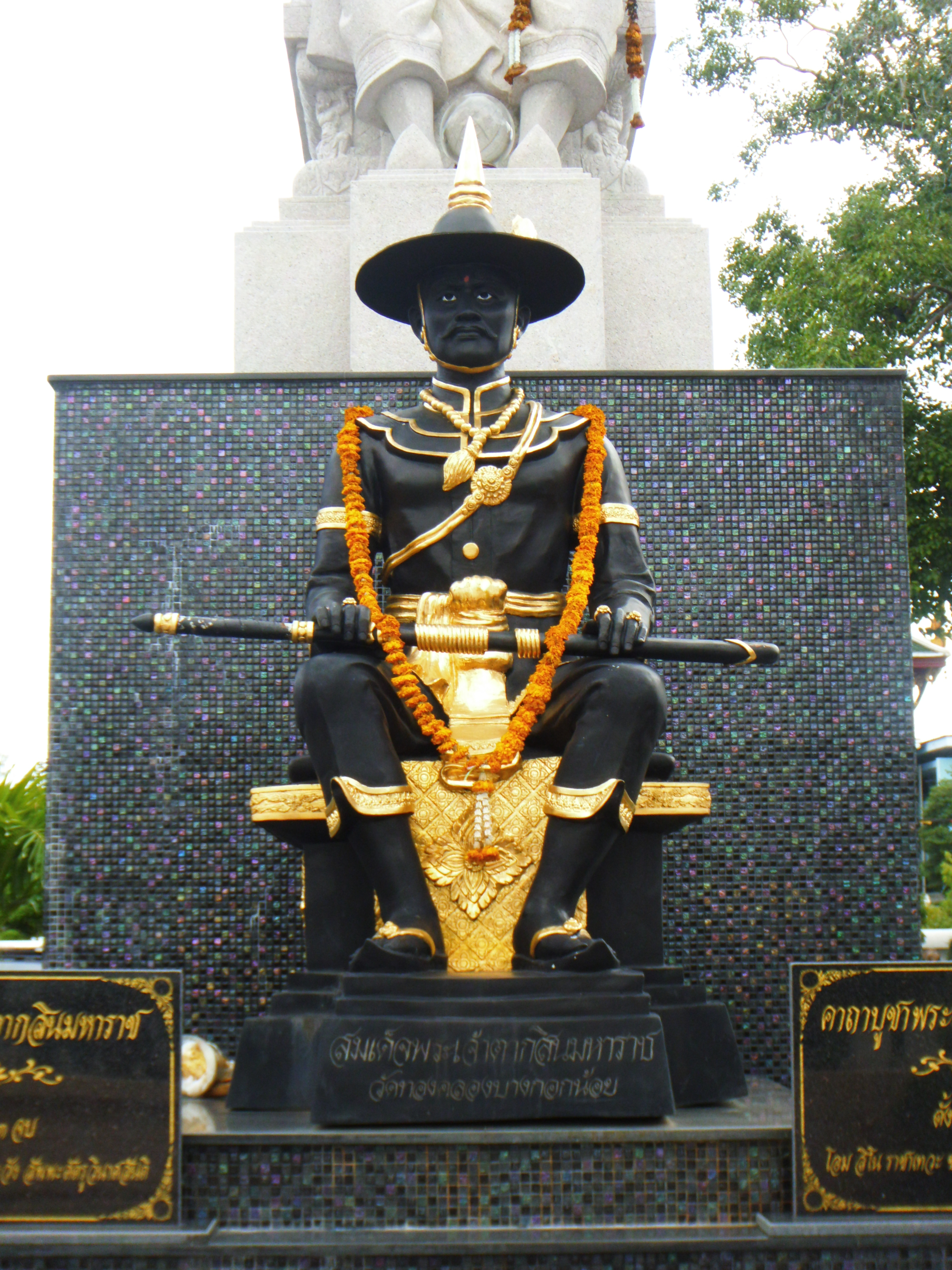
Пам'ятник Таксину

28 грудня 1767 коронований та отримав нове ім'я Боромрая IV. Проте увійшов в історію під іменем Таксин. На момент коронації йому було 34 роки.
Після сходження на престол Таксин став королем лише 1/6 колишнього Сіаму. Падіння Аюттхаї запустило механізми децентралізації королівства. Принц Теппіпіт, син короля Аюттхаї Боромакота, почав правити східною частиною Сіаму, відому під назвою Ісаан. Інші провінції теж скористалися безвладдям і проголосили незалежність. В одній з таких країн (сучасна провінція Уттарадіт) владу захопив буддистський чернець на ім'я Руан, призначивши своїх побратимів офіцерами у своїй армії. 1768 року армія Таксина починає повертати регіони під владу центру з того, що захопила і знищила принца Теппіпіта.

### Війни
У 1769 у ході військової кампанії та політичних інтриг змушує Камбоджу визнати себе васалом Сіаму. На той час у Камбоджі точиться міжусобна боротьба принців за трон. Один із кандидатів утік шукати підтримки у Сіамі, чим і скористався Таксин. На Камбоджі зіткнулися інтереси В'єтнаму та Сіаму, що призвело до війни між двома країнами, яку у 1772 році виграв Сіам.
Після кількох дрібних походів бірманців у 1775 році починається велике вторгнення під проводом Маха Тхіха Тхура. Після тривалої облоги міста Пхітсанулок, бірманське військо було відкликане назад на батьківщину.
У 1775 захоплює Чіанг Май, столицю королівства Ланна, яким на той час управляли бірманці. Місцеве населення так зменшилося, що не могло себе самостійно захищати. Після кількох спроб бірманців відвоювати місто Таксин залишає Чіанг Май, який стає закинутим містом на деякий час.
У 1777 напівнезалежна лаоська провінція Тямпасак вирішила військово підтримати бунтівного тайського губернатора. Армія на чолі з Тонг-Дуангом спочатку розбила сепаратистів, а згодом увійшло в Тямпасак і приєднала її до Сіаму. Це дало Таксину можливість просувати війська далі на територію Лаосу, аж до В'єнтьяну.

## Старість та смерть
Під кінець життя Таксин втратив здоровий глузд. Очікував, що він стане наступним Буддою, почав тероризувати високопосадовців, засуджуючи їх за вигадані злочини. Багато часу Таксин проводив у медитаціях, очікуючи поки його кров стане білою та уміння літати. Ці історії могли бути вигадками, щоб виправдати його убивство. Проте є свідчення французів, що король насправді був дещо божевільним.
У результаті державного перевороту був відсторонений від влади. Його друг і генерал Тонг-Дуанг перебував на той час у Камбоджі. Він повернувся з військом і швидко придушив повстанців. Отримавши фактичну владу в королівстві, Тонг-Дуанг вирішив стратити Таксина. Йому відтяли голову 10 квітня 1782 року. За іншою версією його зашили в оксамитовий мішок і забили до смерті сандаловими палицями, оскільки кров короля не мала пролитися на землю.